# فولتار (مترو باريس)
فولتار (بالفرنسية: Voltaire)‏ هي محطة مترو تابعة لمترو باريس تقع في فرنسا في الدائرة الحادية عشرة في باريس.[بحاجة لمصدر]